# Juncus subtilis
Juncus subtilis — багаторічна трав'яниста рослина родини ситникові (Juncaceae), поширена в північно-східній частині Північної Америки.

## Опис
Рослини кореневищні (утворюють килимки до 5 дм) 0.5–1 дм. Кореневище діаметром 1 мм. Стебла діаметром 0.5–1 мм. Катафіли відсутні. Листя: базальних 1–5, стеблових 1–4; пластини 1.6–3 см × 0.1–0.3 мм. Суцвіття — квітковий кластер з 1–3 квітами на 1–2 вузлах; 1–4 см, гілочки від розлогих до прямих. Квіти: оцвітинки червонуваті, довгасті; зовнішні листочки 1.8–2.8 мм, тупі; внутрішні листочки 2.2–4.4 мм, тупі; тичинок 6. Капсули від овальних до вузько-яйцеподібних, 2.4–5 мм. Насіння яйцеподібне, 0.3–0.5 мм, без хвоста; тіло ясно жовто-коричневого кольору. 2n = 40.

## Поширення
Північна Америка: Ґренландія, сх. Канада, Мен — США. Населяє грязьові, піщані або галькові береги, зарості в розкладеному торфі, багаті гумусом грязі, занурюється у солонуваті басейни; 0–200 м.